# Hyllus juanensis
Hyllus juanensis är en spindelart som beskrevs av Embrik Strand 1907. Hyllus juanensis ingår i släktet Hyllus och familjen hoppspindlar. Inga underarter finns listade i Catalogue of Life.